# 東京都立本所工科高等学校
東京都立本所工科高等学校（とうきょうとりつ ほんじょこうかこうとうがっこう、英: Tokyo Metropolitan Honjo Technical High School）は、東京都葛飾区南水元四丁目にある夜間定時制のみの東京都立工科高等学校。全日制は2007年に閉課程となり、統合により葛飾総合高等学校となった。

## 概要
- 全日制課程は東京都立水元高等学校と統合し東京都立葛飾総合高等学校が開校したため、2005年度末に閉課した。

## 沿革
- 1936年 - 東京市立本所区工業学校として開校。
- 1938年 - 東京市立本所工業学校と改称。
- 1943年 - 東京都立本所工業学校と改称。
- 1944年 - 前年に廃校になった柳元国民学校跡地に移転。
- 1946年 - 東京都立深川工業学校と合併。
- 1948年 - 東京都立本所工業新制高等学校と改称。
- 1949年 - 全日制を電力課程・電気機器課程・電気通信課程・機械工作課程の4課程に、定時制を電気機器課程・機械工作課程の2課程に編成。
- 1950年 - 東京都立本所工業高等学校と改称。
- 1956年 - 全日制の電力課程・電気機械課程、定時制の電気機械課程を共に電気課程に改称。
- 1958年 - 各課程を機械科・電気科・電気通信科とそれぞれ改称。
- 1963年 - 現在地に移転。電気通信科を電子科に改称。定時制に電子科を新設。
- 1999年 - 定時制を新入生から総合技術科に改編。
- 2006年 - 全日制課程閉課程。定時制課程単独校となる。
- 2023年 - 東京都立本所工科高等学校と改称。

## 交通
- JR常磐線金町駅から徒歩15分
- 京成バス 葛飾総合高校 下車徒歩1分

## 著名な出身者
- 関口芳則（映画撮影技師）
- なぎら健壱（フォークシンガー、俳優、タレント、漫談家、エッセイスト）
- 平沢進（ミュージシャン）
- 原田芳雄（俳優）
- 池田裕一（ミュージシャン、シンガーソングライター、作詞家、作曲家）